# Ширацький хребет
Ширацький хребет (вірм. Շիրակի լեռնաշղթա) — гірський хребет на північному заході  Вірменії. Довжина хребта із заходу на схід становить 37 км.  Ширацький хребет складений виверженими і осадовими породами; безлісся на всьому протязі, але має гарний травостой у літньо-весняний час і використовується під пасовища.
Відомі вершини хребта: Бугатепе (2555 м) (найвища), Джаджур (2429 м), Шиштапа (2288 м), Гочкех (2200 м), Чачан (2200 м).